# Дуб понтийский
Дуб понти́йский, или Дуб армя́нский (лат. Quércus póntica) — листопадное дерево или кустарник, вид рода Дуб (Quercus) семейства Буковые (Fagaceae). Этот вид входит в секцию Mesobalanus.
Видовой эпитет лат. pontica дан по одному из мест произрастания и месту его описания — Понтийскому хребту.

## Ботаническое описание

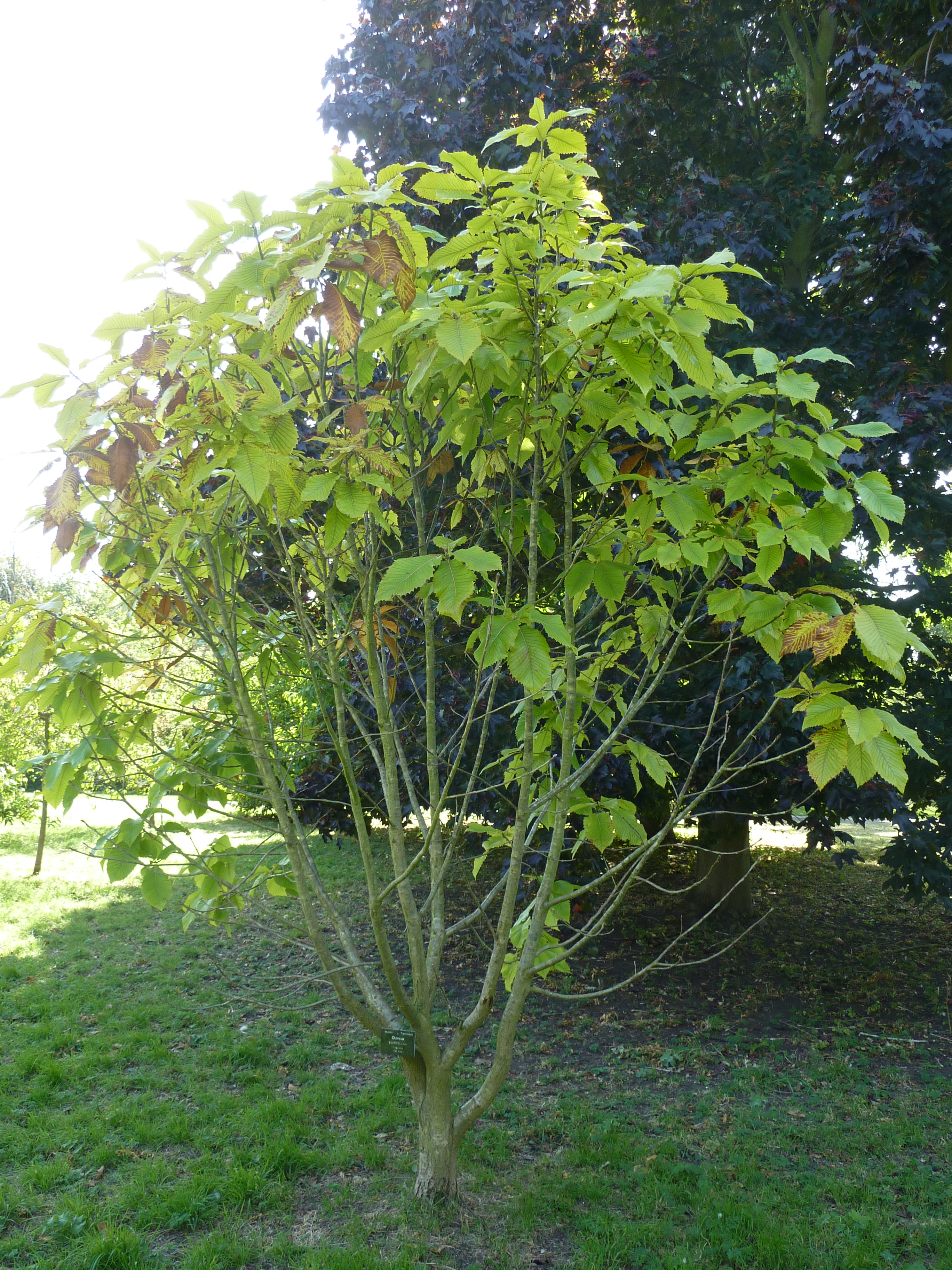
Общий вид дерева

Высокий кустарник или небольшое дерево, вырастающее на 3—5 метров в высоту, со стволом, ветвящимся от основания, покрытым гладкой серой корой, у старых экземпляров неглубоко растрескивающейся.
Почки широкоовальные или почти округлые, до 3 см длиной, с килеватыми, буровато-жёлтыми, по краю узкоперепончатыми чешуями. Головалые веточки голые, красновато-бурые, с мелкими белыми чечевичками.
Черешки 1—1,5 см длиной. Прилистники скоро опадающие. Листья плотные, крупные, 10—20 см длиной (в редких случаях до 35 см) и 4—10 и до 15 см шириной, цельные, эллиптические или широко-овально-яйцевидные, у основания суженные и клиновидные, на вершине приострённые, по бокам с загнутыми вперёд, туповатыми или заострёнными, небольшими зубцами по 15—30 с каждой стороны, сверху блестящие, тёмно-зелёные, голые, снизу более бледные, с густым очень тонким опушением. Молодые листья покрыты пушком, который со временем исчезает.
Мужские цветки до 10 см длиной, с волосистым почти чёрным стержнем; околоцветники разделены до половины на треугольные доли. Цветёт в мае — июне.
Жёлуди одиночные или по 2—5, на коротких, толстых плодоносах, широкоовальные, до 3 см длиной и 2 см шириной, светло-бурые; плюска блюдцевидная, окружает жёлудь до ¼; чешуи её довольно крупные, удлинённо-овальные или треугольные, верхние почти ланцетные, вздутые, с прижатыми кончиками, густо-серо-опушённые.
Вид описан с Понтийского хребта в районе Ризе.

## Распространение и экология
В естественных условиях произрастает в горах Западного Закавказья и на северо-востоке Турции.
Деревья растут на высоте 1 300—2 100 метров над уровнем моря, часто являясь составной частью горного криволесья, преимущественно на глинистой почве, иногда на известняковых хребтах, в лесной и субальпийской зонах, до границы леса. Встречается Западном Закавказье на юг от бассейна реки Бзыбь и в Турции — в Северо-Западной Анатолии (горы Лазистана и Понтийский хребет).

## Значение и применение
Армянский дуб часто используют в качестве рождественского дерева.
В северной части Европы иногда используется как декоративное растение в парках и садах. Введён в культуру с 1885 года. Встречается в культуре в Германии в Берлине.